# Alpaida ericae
Alpaida ericae là một loài nhện trong họ Araneidae.
Loài này thuộc chi Alpaida. Alpaida ericae được Herbert Walter Levi miêu tả năm 1988.